# سزار میلستین
سزار میلستین (انگلیسی: César Milstein؛ زاده ۸ اکتبر ۱۹۲۷ درگذشته ۲۴ مارس ۲۰۰۲) یک دانشمند در زمینه زیست‌شیمی اهل آرژانتین بود.